# 플랜트시티 스타디움
플랜트시티 스타디움(Plant City Stadium)은 미국의 다목적 경기장이다. 플로리다주 플랜트시티에 위치하고 있으며 과거 USL VSI 탬파베이 FC의 홈 경기장으로 사용했다.